# The Delta Machine Tour
The Delta Machine Tour bylo celosvětové koncertní turné anglické elektronické hudební skupiny Depeche Mode na podporu 13. studiového alba Delta Machine , které bylo vydáno 22. března 2013. Po zahřívací show v Nice ve Francii dne 4. května 2013 turné odstartovalo v Tel Avivu v Izraeli a pokračovalo v Evropě až do konce července, vyvrcholilo Minskem - prvním vystoupením skupiny v Bělorusku. Severoamerická část turné se konala koncem srpna, začala na předměstí Detroitu v Clarkstonu v Michiganu a vyvrcholila v Austinu v Texasu začátkem října. Skupina vystoupila na Austin City Limits Music Festival, který se v roce 2013 konal poprvé za dva víkendy. Druhá část v Evropě šla od 3. listopadu do Abú Zabí do 7. března 2014 v Moskvě. Mezi termíny byly Dublin, Amsterdam, Oslo a Belfast, jejich první vystoupení v Severním Irsku za téměř 30 let.
Dne 25. a 27. listopadu 2013 v Berlíně natočil Anton Corbijn CD / DVD Live in Berlin, které bylo vydáno 17. listopadu 2014.
Turné The Delta Machine Tour bylo 9. nejvýdělečnější turné roku 2013.

## Setlist
1. Intro (výňatek z "Welcome to My World")
2. "Welcome to My World"
3. "Angel"
4. "Walking in My Shoes"
  - "In Your Room" (Zephyr Mix)
5. "Precious"
6. "Black Celebration"
  - "Behind the Wheel"
  - "Stripped"
7. "Policy of Truth"
  - "World In My Eyes"
  - "Should Be Higher"
  - "In Your Room" (Zephyr Mix)
8. "Should Be Higher"
  - "Policy of Truth"
  - "In Your Room" (Zephyr Mix)
9. "Barrel of a Gun"
  - "John The Revelator"
10. Písně, které zpíval Martin Gore
  - "Higher Love"
  - "Only When I Lose Myself"
  - "The Child Inside"
  - "When The Body Speaks" (akusticky)
  - "Shake The Disease" (akusticky)
  - "Judas" (akusticky)
  - "Slow" (akusticky)
  - "Blue Dress" (akusticky)
11. Písně, které zpíval Martin Gore
  - "When The Body Speaks" (akusticky)
  - "The Child Inside"
  - "But Not Tonight" (akusticky)
  - "Judas" (akusticky)
  - "Home"
  - "Shake The Disease" (akusticky)
  - "Slow" (akusticky)
  - "Blue Dress" (akusticky)
12. "Heaven"
13. "Soothe My Soul"
  - "Behind the Wheel"
14. "A Pain That I'm Used To" (Jacques Lu Cont Remix)
  - "John The Revelator"
15. "A Question of Time"
  - "Soft Touch / Raw Nerve"
16. "Secret To The End"
  - "In Your Room"
17. "Enjoy the Silence"
18. "Personal Jesus"
19. "Goodbye"
20. Písně, které zpíval Martin Gore
  - "Home"
  - "Somebody"
  - "A Question of Lust"
  - "But Not Tonight" (akusticky)
  - "Condemnation" (akusticky)
  - "Leave in Silence" (akusticky)
21. "Halo" (Goldfrapp Remix)
  - "Písně, které zpíval Martin Gore
  - "Condemnation" (akusticky)
22. "Just Can't Get Enough"
23. "I Feel You"
24. "Never Let Me Down Again"
25. "Goodbye"

## Koncerty
| Datum               | Město               | Stát                    | Hala                                 | Návštěvnost           | Výdělek      |
| USA                 | USA                 | USA                     | USA                                  | USA                   | USA          |
| ------------------- | ------------------- | ----------------------- | ------------------------------------ | --------------------- | ------------ |
| 11. březen 2013 (*) | New York City       | USA                     | Ed Sullivan Theater                  | N/A                   | N/A          |
| Evropa              |                     |                         |                                      |                       |              |
| 4. květen 2013      | Nice                | Francie                 | Palais Nikaia                        | 9,904 / 9,904         | $678,141     |
| Asie                |                     |                         |                                      |                       |              |
| 7. květen 2013      | Tel Aviv            | Izrael                  | Park Jarkon                          | 19,325 / 19,325       | $1,752,446   |
| Evropa              |                     |                         |                                      |                       |              |
| 12. květen 2013     | Sofie               | Bulharsko               | Stadion Lokomotiv                    | 18,892 / 26,300       | $926,320     |
| 15. květen 2013     | Bukurešť            | Rumunsko                | Arena Națională                      | 34,729 / 35,400       | $1,797,985   |
| 19. květen 2013     | Bělehrad            | Srbsko                  | Park Ušće                            | 27,198 / 27,198       | $1,081,965   |
| 21. květen 2013     | Budapešť            | Maďarsko                | Stadion Ference Puskáse              | 33,200 / 33,200       | $1,899,677   |
| 23. květen 2013     | Záhřeb              | Chorvatsko              | Arena Zagreb                         | 15,969 / 15,969       | $959,845     |
| 25. květen 2013     | Bratislava          | Slovensko               | Štadión Pasienky                     | 29,112 / 29,112       | $2,066,297   |
| 28. květen 2013     | Londýn              | Velká Británie          | The O2 Arena                         | 32,434 / 34,818       | $2,244,220   |
| 29. květen 2013     | Londýn              | Velká Británie          | The O2 Arena                         | 32,434 / 34,818       | $2,244,220   |
| 1. červen 2013      | Mnichov             | Německo                 | Olympiastadion                       | 62,976 / 62,976       | $4,956,599   |
| 3. červen 2013      | Stuttgart           | Německo                 | Mercedes-Benz Arena                  | 36,225 / 36,225       | $2,891,300   |
| 5. červen 2013      | Frankfurt           | Německo                 | Commerzbank-Arena                    | 40,960 / 40,960       | $3,295,523   |
| 7. červen 2013      | Bern                | Švýcarsko               | Stade de Suisse                      | 39,241 / 39,241       | $4,013,227   |
| 9. červen 2013      | Berlín              | Německo                 | Olympiastadion                       | 66,388 / 66,388       | $5,113,262   |
| 11. červen 2013     | Lipsko              | Německo                 | Red Bull Arena                       | 43,816 / 43,816       | $3,466,135   |
| 13. červen 2013     | Kodaň               | Dánsko                  | Parken Stadium                       | 40,725 / 40,725       | $3,792,609   |
| 15. červen 2013     | Saint-Denis         | Francie                 | Stade de France                      | 67,103 / 67,103       | $5,332,840   |
| 17. červen 2013     | Hamburk             | Německo                 | Imtech Arena                         | 44,128 / 44,128       | $3,533,609   |
| 22. červen 2013     | Moskva              | Rusko                   | Lokomotiv Stadium                    | 27,886 / 27,886       | $3,307,759   |
| 24. červen 2013     | Petrohrad           | Rusko                   | SKK Peterbursky                      | 22,502 / 22,502       | $2,770,364   |
| 27. červen 2013     | Stockholm           | Švédsko                 | Ericsson Globe                       | 11,348 / 11,348       | $859,932     |
| 29. červen 2013     | Kyjev               | Ukrajina                | NSC Olimpiyskiy                      | 36,562 / 38,640       | $2,928,368   |
| 3. červenec 2013    | Düsseldorf          | Německo                 | Esprit Arena                         | 87,308 / 87,308       | $7,012,140   |
| 5. červenec 2013    | Düsseldorf          | Německo                 | Esprit Arena                         | 87,308 / 87,308       | $7,012,140   |
| 7. červenec 2013    | Werchter            | Belgie                  | Werchter Festivalpark                | —                     | —            |
| 9. červenec 2013    | Locarno             | Švýcarsko               | Piazza Grande Locarno                | —                     | —            |
| 11. červenec 2013   | Bilbao              | Španělsko               | Monte Cobetas                        | —                     | —            |
| 13. červenec 2013   | Oeiras              | Portugalsko             | Passeio Marítimo de Algés            | —                     | —            |
| 16. červenec 2013   | Nîmes               | Francie                 | Arena of Nîmes                       | —                     | —            |
| 18. červenec 2013   | Milán               | Itálie                  | San Siro                             | 57,919 / 57,919       | $3,113,844   |
| 20. červenec 2013   | Řím                 | Itálie                  | Stadio Olimpico                      | 56,007 / 56,007       | $3,077,983   |
| 23. červenec 2013   | Praha               | Česko                   | Eden Arena                           | 33,297 / 33,297       | $2,222,328   |
| 25. červenec 2013   | Varšava             | Polsko                  | National Stadium                     | 53,181 / 53,181       | $2,894,152   |
| 27. červenec 2013   | Vilnius             | Litva                   | Vingio Parko Estrada                 | 23,794 / 23,794       | $1,580,333   |
| 29. červenec 2013   | Minsk               | Bělorusko               | Minsk-Arena                          | 12,979 / 12,979       | $1,269,457   |
| Severní Amerika     |                     |                         |                                      |                       |              |
| 22. srpen 2013      | Clarkston           | USA                     | DTE Energy Music Theatre             | 11,978 / 11,978       | $534,980     |
| 24. srpen 2013      | Tinley Park         | USA                     | First Midwest Bank Amphitheatre      | 22,773 / 22,773       | $1,066,824   |
| 27. srpen 2013      | Falcon Heights      | USA                     | Minnesota State Fair Grandstand      | 7,693 / 7,693         | $497,172     |
| 30. srpen 2013      | Atlantic City       | USA                     | Ovation Hall                         | 3,803 / 3,803         | $358,252     |
| 1. září 2013        | Toronto             | Kanada                  | Molson Canadian Amphitheatre         | 16,110 / 16,110       | $956,300     |
| 3. září 2013        | Montreal            | Kanada                  | Bell Centre                          | 10,880 / 10,880       | $977,570     |
| 6. září 2013        | Brooklyn            | USA                     | Barclays Center                      | 14,725 / 14,725       | $1,303,305   |
| 8. září 2013        | Wantagh             | USA                     | Nikon at Jones Beach Theater         | 12,907 / 12,907       | $825,055     |
| 10. září 2013       | Bristow             | USA                     | Jiffy Lube Live                      | 11,041 / 11,041       | $574,953     |
| 12. září 2013       | Atlanta             | USA                     | Aaron's Amphitheatre at Lakewood     | 9,868 / 9,868         | $434,630     |
| 14. září 2013       | Tampa               | USA                     | MidFlorida Credit Union Amphitheatre | 12,364 / 12,364       | $526,038     |
| 15. září 2013       | Sunrise             | USA                     | BB&T Center                          | 10,760 / 10,760       | $683,192     |
| 18. září 2013       | The Woodlands       | USA                     | Cynthia Woods Mitchell Pavilion      | 14,842 / 14,842       | $815,614     |
| 20. září 2013       | Dallas              | USA                     | Gexa Energy Pavilion                 | 16,220 / 16,220       | $792,656     |
| 22. září 2013       | Chula Vista         | USA                     | Sleep Train Amphitheatre             | 19,405 / 19,405       | $1,019,015   |
| 24. září 2013       | Santa Barbara       | USA                     | Santa Barbara Bowl                   | 4,949 / 4,959         | $447,217     |
| 26. září 2013       | Mountain View       | USA                     | Shoreline Amphitheatre               | 19,192 / 19,192       | $837,827     |
| 28. září 2013       | Los Angeles         | USA                     | Staples Center                       | 43,957 / 43,957       | $4,255,118   |
| 29. září 2013       | Los Angeles         | USA                     | Staples Center                       | 43,957 / 43,957       | $4,255,118   |
| 2. říjen 2013       | Los Angeles         | USA                     | Staples Center                       | 43,957 / 43,957       | $4,255,118   |
| 4. říjen 2013       | Austin              | USA                     | Zilker Metropolitan Park             | —                     | —            |
| 6. říjen 2013       | Paradise            | USA                     | Pearl Concert Theater                | 2,549 / 2,549         | $426,876     |
| 8. říjen 2013       | Phoenix             | USA                     | Ak-Chin Pavilion                     | 11,698 / 11,698       | $520,425     |
| 11. říjen 2013      | Austin              | USA                     | Zilker Metropolitan Park             | —                     | —            |
| Asie                |                     |                         |                                      |                       |              |
| 3. listopadu 2013   | Abú Zabí            | Spojené arabské emiráty | du Arena                             | —                     | —            |
| Evropa              |                     |                         |                                      |                       |              |
| 7. listopadu 2013   | Belfast             | Severní Irsko           | Odyssey Arena                        | 5,767 / 5,767         | $413,820     |
| 9. listopadu 2013   | Dublin              | Irsko                   | The O2                               | 13,005 / 13,005       | $1,248,337   |
| 11. listopadu 2013  | Glasgow             | Skotsko                 | SSE Hydro                            | 8,739 / 8,739         | $564,206     |
| 13. listopadu 2013  | Leeds               | Velká Británie          | First Direct Arena                   | 7,565 / 7,565         | $523,669     |
| 15. listopadu 2013  | Manchester          | Velká Británie          | Phones 4 U Arena                     | 11,816 / 11,816       | $827,673     |
| 19. listopadu 2013  | Londýn              | Velká Británie          | The O2 Arena                         | 15,953 / 15,953       | $1,127,258   |
| 21. listopadu 2013  | Kolín               | Německo                 | Lanxess Arena                        | 15,673 / 15,673       | $1,414,404   |
| 23. listopadu 2013  | Hannover            | Německo                 | TUI Arena                            | 12,561 / 12,561       | $1,114,647   |
| 25. listopadu 2013  | Berlín              | Německo                 | O2 World                             | 28,332 / 28,332       | $2,455,660   |
| 27. listopadu 2013  | Berlín              | Německo                 | O2 World                             | 28,332 / 28,332       | $2,455,660   |
| 29. listopadu 2013  | Herning             | Dánsko                  | Jyske Bank Boxen                     | 13,387 / 13,387       | $1,314,297   |
| 1. prosince 2013    | Erfurt              | Německo                 | Messehalle                           | 12,300 / 12,300       | $1,109,288   |
| 3. prosince 2013    | Brémy               | Německo                 | ÖVB Arena                            | 11,949 / 11,949       | $1,053,666   |
| 5. prosince 2013    | Oberhausen          | Německo                 | König Pilsener Arena                 | 11,938 / 11,938       | $1,045,625   |
| 7. prosince 2013    | Amsterdam           | Nizozemsko              | Ziggo Dome                           | 16,750 / 16,750       | $1,453,121   |
| 9. prosince 2013    | Malmö               | Švédsko                 | Malmö Arena                          | 6,946 / 6,946         | $619,829     |
| 11. prosince 2013   | Göteborg            | Švédsko                 | Scandinavium                         | 8,785 / 8,785         | $803,454     |
| 13. prosince 2013   | Oslo                | Norsko                  | Telenor Arena                        | 12,743 / 12,743       | $1,238,945   |
| 15. prosince 2013   | Helsinky            | Finsko                  | Hartwall Areena                      | 10,232 / 10,232       | $922,858     |
| 15. ledna 2014      | Barcelona           | Španělsko               | Palau Sant Jordi                     | 18,127 / 18,127       | $1,346,629   |
| 17. ledna 2014      | Madrid              | Španělsko               | Palacio de Deportes                  | 32,270 / 32,270       | $2,351,081   |
| 18. ledna 2014      | Madrid              | Španělsko               | Palacio de Deportes                  | 32,270 / 32,270       | $2,351,081   |
| 21. ledna 2014      | Montpellier         | Francie                 | Park&Suites Arena                    | 12,486 / 12,486       | $892,108     |
| 23. ledna 2014      | Lyon                | Francie                 | Halle Tony Garnier                   | 15,545 / 15,545       | $1,048,621   |
| 25. ledna 2014      | Antverpy            | Belgie                  | Sportpaleis                          | 21,024 / 21,024       | $1,734,868   |
| 27. ledna 2014      | Birmingham          | Velká Británie          | LG Arena                             | 11,780 / 11,780       | $865,531     |
| 29. ledna 2014      | Paříž               | Francie                 | Palais Omnisports de Paris-Bercy     | 33,132 / 33,132       | $2,351,239   |
| 31. ledna 2014      | Paříž               | Francie                 | Palais Omnisports de Paris-Bercy     | 33,132 / 33,132       | $2,351,239   |
| 2. února 2014       | Štrasburk           | Francie                 | Zénith de Strasbourg                 | 12,025 / 12,025       | $858,597     |
| 4. února 2014       | Mannheim            | Německo                 | SAP Arena                            | 11,280 / 11,280       | $1,012,272   |
| 6. února 2014       | Bratislava          | Slovensko               | Zimní stadion Ondreje Nepely         | 10,149 / 10,149       | $1,051,319   |
| 8. února 2014       | Vídeň               | Rakousko                | Wiener Stadthalle                    | 13,645 / 13,645       | $1,135,251   |
| 10. února 2014      | Praha               | Česko                   | O2 arena                             | 18,033 / 18,033       | $1,188,844   |
| 12. února 2014      | Drážďany            | Německo                 | Messehallen Dresden                  | 12,280 / 12,280       | $1,088,710   |
| 14. února 2014      | Curych              | Švýcarsko               | Hallenstadion                        | 24,436 / 24,436       | $2,388,629   |
| 15. února 2014      | Curych              | Švýcarsko               | Hallenstadion                        | 24,436 / 24,436       | $2,388,629   |
| 18. února 2014      | Turín               | Itálie                  | Torino Palasport Olimpico            | 11,697 / 11,697       | $839,308     |
| 20.. února 2014     | Assago              | Itálie                  | Mediolanum Forum                     | 11,239 / 11,239       | $859,476     |
| 22. února 2014      | Casalecchio di Reno | Itálie                  | Unipol Arena                         | 12,833 / 12,833       | $981,579     |
| 24. února 2014      | Łódź                | Polsko                  | Atlas Arena                          | 15,764 / 15,764       | $1,238,986   |
| 28. února 2014      | Minsk               | Bělorusko               | Minsk-Arena                          | 11,544 / 11,544       | $1,120,699   |
| 2. březen 2014      | Riga                | Lotyšsko                | Arena Riga                           | 11,615 / 11,615       | $838,208     |
| 4. březen 2014      | Petrohrad           | Rusko                   | SKK Peterburgski                     | 18,848 / 18,848       | $1,884,045   |
| 7. březen 2014      | Moskva              | Rusko                   | Olimpiyskiy                          | 23,531 / 23,531       | $2,685,552   |
| Celkem              | Celkem              | Celkem                  | Celkem                               | 1,971,082 / 1,983,635 | $148,037,231 |

## Hudebníci

### Depeche Mode
- Dave Gahan – zpěv
- Martin Gore – kytara, syntezátor, zpěv, doprovodný zpěv
- Andrew Fletcher – syntezátor

### Hostující hudebníci
- Peter Gordeno – syntezátor, baskytara, doprovodný zpěv
- Christian Eigner – bicí